# Alpes del Bernina
Los Alpes del Bernina son un grupo montañoso de los Alpes Réticos occidentales.

## Clasificación
La partición de los Alpes veía a los Alpes del Bernina como parte de la sección n.º 11: Alpes Réticos.
El AVE los considera como el grupo n.º 66 (de 75) en los Alpes orientales.
La SOIUSA ve a los Alpes del Bernina como una subsección alpina y le atribuye la siguiente clasificación:
- Gran parte = Alpes orientales
- Gran sector = Alpes centrales del este
- Sección = Alpes Réticos occidentales
- Subsección = Alpes del Bernina
- Código = II/A-15.III

## Geografía
Los Alpes del Bernina se extienden por Italia (región de Lombardía) y Suiza (cantón de los Grisones).
Limitan:
- al noreste con los Alpes de Livigno (en la misma sección alpina) y separados por el paso del Bernina,
- al sur con los Alpes de Orobie (en los Alpes y Prealpes Bergamascos) y separados por el curso del río Adda (Valtellina),
- al oeste con los Alpes del Adula (en los Alpes Lepontinos) y separados por los ríos Mera y Lirio,
- al noroeste con los Alpes del Platta y los Alpes del Albula (en la misma sección alpina) y separados por la Val Bregaglia, el paso del Maloja y el valle superior de la Engadina.

Girando en el sentido de las agujas del reloj, los límites geográficos con: Paso del Maloja, Engadina, Val Bernina, Paso del Bernina, Val Poschiavo, Valtellina, río Mera, Val Bregaglia, Paso del Maloja.

## Subdivisión
Según la SOIUSA los Alpes del Bernina se subdividen en dos supergrupos, cuatro grupos y 20 subgrupos:
- Cadena Bernina-Scalino (A)
  - Macizo del Bernina (A.1)
    - Sottogruppo del Tre Mogge (A.1.a)
    - Subgrupo del Tre Mogge (A.1.a)
    - Subgrupo del Gluschaint (A.1.b)
      - Cresta del Gluschaint (A.1.b/a)
      - Costiera del Corvatsch (A.1.b/b)

    - Subgrupo del Bernina (A.1.c)
    - Subgrupo del Zupò (A.1.d)
    - Subgrupo del Piz Palü (A.1.e)

  - Grupo del Scalino (A.2)
    - Subgrupo Scalino-Canciano (A.2.a)
    - Subgrupo Painale-Rognedo (A.2.b)
    - Subgrupo Malgina-Combolo (A.2.c)
- Montes de la Val Bregaglia (B)[3]
  - Grupo del Castello (B.3)
    - Cadena Pizzi Torrone-Monte Sissone (B.3.a)
    - Cadena Cima di CasDASo-Piz Bacun (B.3.b)
    - Cadena Pizzi del Ferro-Monte di Zocca (B.3.c)
    - Costiera Sciora-Cacciabella (B.3.d)
    - Cadena Pizzo Badile-Pizzo Cengalo (B.3.e)
    - Costiera Pizzo di Prata-Monte Gruf (B.3.f)
    - Costiera Liconcio-Sasso Manduino (B.3.g)
    - Costiera Cime del Calvo-Monte Spluga (B.3.h)

  - Grupo del Disgrazia (B.4)
    - Subgrupo del Disgrazia (B.4.a)
    - Costiera Remolazza-Arcanzo (B.4.b)
    - Subgrupo Pizzo Cassandra-Cima del Duca (B.4.c)
    - Subgrupo dei Corni Bruciati (B.4.d)

La Valmalenco y el paso del Muretto dividen los dos supergrupos: los montes de la Val Bregaglia al oeste y la Cadena Bernina-Scalino al este. Además el paso Confinale divide el macizo de la Bernina del Gruppo dello Scalino.

## Picos
Los principales picos del macizo de la Bernina, donde se encuentra la máxima altitud, el Piz Bernina con 4.049 m s. n. m., otras cimas destacadas de los Alpes del Bernina son:

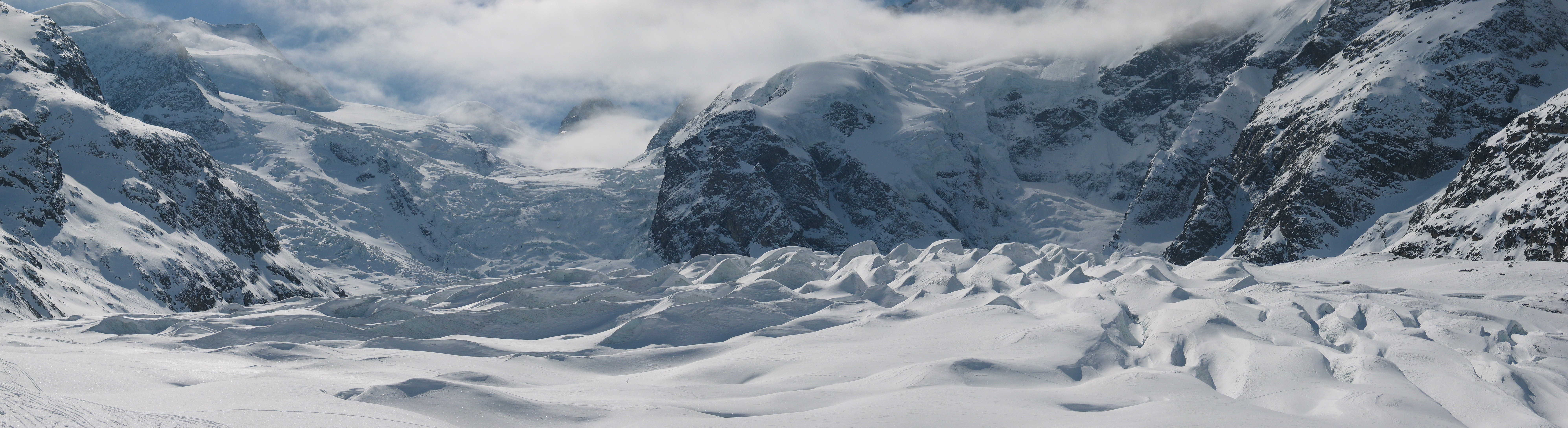
Un panorama del glaciar Morteratsch en el Macizo de la Bernina.

- Monte Disgrazia (3678 m)
- Cima di Castello (3388 m)
- Pizzo Cengalo (3367 m)
- Pizzo Scalino (3323 m)
- Pizzo Badile (3308 m)
- Sciora di Dentro (3275 m)
- Pizzi Gemelli (3262 m y  3225 m)
- Piz Bacun (3244 m)
- Pizzo Cassandra (3226 m)
- Ago di Sciora (3205 m)
- Sciora di Fuori (3169 m)
- Vetta di Ron (3137 m)
- Pizzo Canciano (3103 m)
- Pizzo Ligoncio (3033 m)
- Pizzo Cacciabella  (2980 m)
- Cima del Duca  (2968 m)
- Cornamara  (2807 m)